# Suspended Night
Suspended Night från 2004 är ett musikalbum med Tomasz Stańko Quartet.

## Låtlista
Låtarna är skrivna av Tomasz Stańko om inget annat anges.
1. Song for Sarah – 5:34
2. Suspended Variations I – 8:53
3. II – 8:25
4. III – 7:14
5. IV – 7:04
6. V – 4:23
7. VI – 8:58
8. VII – 3:27
9. VIII (Michal Miskiewicz/Marcin Wasilewski/Slawomir Kurkiewicz/Tomasz Stańko) – 4:25
10. IX – 5:57
11. X (Marcin Wasilewski/Michal Miskiewicz/Slawomir Kurkiewicz/Tomasz Stańko) – 4:47

## Medverkande
- Tomasz Stańko – trumpet
- Marcin Wasilewski – piano
- Slawomir Kurkiewicz – bas
- Michal Miskiewicz – trummor